# AMC (Latinoamérica)
AMC es un canal de televisión por suscripción latinoamericano de origen estadounidense, filial del canal AMC en la región. Fue lanzado al aire el 27 de octubre de 2014 en reemplazo de MGM y es operado por AMC Networks Latin America.

## Historia
En agosto de 2014 se anunció que AMC llegaría a Latinoamérica siendo el reemplazo del canal MGM. Tras la compra de Chellomedia por parte de AMC Networks, la señal entró a sustituir el canal MGM en la fecha mencionada (excepto Brasil) para finalmente llegar a este último país el 1 de abril de 2015, manteniendo la misma programación que en el resto de Latinoamérica.
MGM cierra sus transmisiones para dar paso a un nuevo canal  AMC en la región el 27 de octubre de 2014.
Actualmente, el canal emite series como Breaking Bad, que empezaría su emisión desde la primera temporada el 14 de mayo de 2015, y Fear the Walking Dead, se estrenó simultáneamente con Estados Unidos (no incluye The Walking Dead) y emite el catálogo de películas heredado de MGM, junto a segmentos de Hollywood on set previos de la siguiente proyección 
A partir del 1 de agosto de 2016, el logotipo del canal toma nueva imagen, añadiendo nuevas gráficas para homologarse con su par estadounidense.
En la actualidad, el canal está emitiendo series y películas dobladas al español. Pero también transmiten otras en su idioma original con subtítulos en español, al igual que el desaparecido canal MGM, el cual cerró transmisiones a las 12:00 a. m. hora de México.
A partir del 1 de julio de 2019, el logotipo del canal toma nueva imagen, añadiendo nuevas gráficas para homologarse con su par estadounidense.

## Series de televisión
- Breaking Bad
- Fear the Walking Dead
- The Divide
- The Night Manager
- Game of Arms
- Halt and Catch Fire
- Humans
- Into the Badlands
- 4th and Loud
- Comic Book Men
- Action Zone
- Animal Kingdom
- 11.22.63
- Mad Dogs
- The Son
- Ride with Norman Reedus
- Hap and Leonard
- Gunpowder
- The Terror
- Stan Against Evil
- A Very English Scandal
- NOS4A2
- The Walking Dead World Beyond
- The Collapse
- Reprisal
- La Fortuna

## Señales
AMC tiene cuatro señales en español para Latinoamérica y una en portugués para Brasil. Todas se emiten en alta definición de forma nativa en simulcast con la señal en resolución estándar.
- Señal México: Señal localizada exclusivamente para dicho país. Su horario de referencia es el de la Ciudad de México (UTC–6/–5 DST).
- Señal panregional: Señal emitida para Chile, Perú, Ecuador, Bolivia, Venezuela, Centroamérica, República Dominicana y el Caribe. Se rige por el horario de Buenos Aires (UTC–3), Santiago (UTC–4/–3 DST), Caracas (UTC–4) y Lima (UTC–5).
- Señal Colombia: Señal localizada exclusivamente para dicho país. Su horario corresponde al de Bogotá (UTC–5).
- Señal sur: Señal emitida para Argentina, Paraguay y Uruguay. Se rige por el horario de Buenos Aires (UTC–3).
- Señal Brasil: Señal localizada exclusivamente para Brasil. Su horario corresponde al de São Paulo (UTC–3/–2 DST).

### Otras notas
- En la señal sur, contiene los identificadores de horario para todo público basado en el huso horario de Buenos Aires.